# Beleg van Plataea
Het Beleg van Plataea was een gebeurtenis tijdens de Peloponnesische Oorlog. Deze vond plaats bij de Griekse polis Plataea en werd gestart in 431 v.Chr. De Thebanen vochten tegen de Plateeërs over de controle over de stad.

## Achtergrond
In 431 v.Chr. werden twee Thebaanse generaals samen met 300 bewapende Thebanen binnengelaten in Plataea door twee burgers die de democratische leiders van Plataea liever dood dan levend hadden. Zij verwachtten dat de Thebanen hen onmiddellijk zouden doden en Plataea zouden verbinden met Thebe. Desalniettemin probeerden de Thebaanse leiders zonder geweld de gewone burgers te overtuigen om zich bij hen aan te sluiten. De democratische leiders stemden in met dit voorstel, maar beraamden heimelijk een hinderlaag om het kleine legertje in de val te lokken en te vernietigen. Zij waren erg in het voordeel, want zij hadden de kennis van het terrein, het was slecht weer en het was donker. De woedende burgers vielen hen hierop aan. Het burgerleger doodde zo meer dan de helft van de 300 Thebanen. Thucydides zegt dat een aantal Thebanen kon ontsnappen met de hulp van een vrouw uit Plataea die hen bijlen gaf om de stadspoorten open te breken. Sommige van hen probeerden ook van de stadsmuren te springen, maar de meesten van hen overleefden deze sprong niet. Anderen zochten dekking in een groot open gebouw, omdat ze het verwarden met de uitgang uit de stad. De Plateeërs sloten hen op en konden hen uiteindelijk allemaal doden.
Een tweede, groter Thebaans leger werd verondersteld om het vooruitgestuurde legertje te versterken, maar het weer en het overstromen van de rivier de Asopus vertraagde hen. De Plateeërs, die wilden voorkomen dat degenen die buiten de muren woonden, zouden worden gevangengenomen of gedood worden, lieten hun Thebaanse gevangenen leven als de Thebanen niet nog meer zo'n acties zouden ondernemen. Elke kant claimde later dat de andere kant een belofte had gemaakt en die later had gebroken, een potentieel groot probleem voor de propaganda in de oorlog die de relaties tussen de twee steden zou schaden.
Nadat het vooruitgestuurde legertje Plataea was binnengelaten, was er een boodschapper naar Athene gezonden om hen te waarschuwen over wat er aan het gebeuren was. Een tweede boodschapper informeerde de Atheners later die nacht over hoe dit afliep. De Atheners zonden een boodschapper terug naar Plataea waarbij ze hen aanraadden om de gevangenen niet te doden, maar deze kwam te laat; de Plateeërs hadden hen al allemaal gedood. De Atheners zonden ook een ontzettingsmacht naar Plataea. Vrouwen, kinderen en te oude mannen werden geëvacueerd naar Attika. Tijdens deze gebeurtenissen verloren de Thebanen en hun Boeotische bondgenoten meer dan tien procent van hun volledige leger.

## Verloop
Twee jaar later leidde de Spartaanse koning Archidamus II eindelijk een Peloponnesisch leger naar Plataea en begon hun landen te vernietigen. De Plateeërs zonden een boodschapper naar Sparta om hen te herinneren aan de glorieuze daden die de Plateeërs hadden gerealiseerd tijdens de Grieks-Perzische Oorlogen, dat de Spartanen een eed hadden gezworen om hen te beschermen en om te waken over hun onafhankelijkheid. Pausanias had immers ook in 479 v.Chr. Plataea tot heilige grond verklaard en zei ook dat het nooit zou worden aangevallen. De Spartanen antwoordden hierop waarbij ze zeiden dat ze hen zouden blijven beschermen als de Plateeërs neutraal zouden blijven. Plataea weigerde dit voorstel nadat het Athene hierover had geraadpleegd en begon snel zijn verdedigingen voor te bereiden. De Spartanen begonnen de stad haastig te belegeren en gebruikten enkele innovatieve, maar onsuccesvolle tactieken om de verdedigingen te omzeilen. Omdat ze de stad niet stormenderhand konden innemen bouwden ze belegeringswerken rond de stad, lieten er genoeg troepen achter en keerden hierna terug naar Sparta.

### Uitbraak
De winter van het volgende jaar bracht de Plateeërs in een wanhopige situatie. Ze werden belegerd door de Spartanen en Boeotiërs en waren onzeker wanneer hulp uit Athene zou aankomen. Hun opslagplaatsen waren leeg aan het raken, en zo werd een wanhoopsplan uitgedacht om hen uit deze situatie te redden. Het plan was om voorbij de Spartaanse verdedigingslinies te breken en zo te ontsnappen. Alle mannen werden opgetrommeld om mee te doen aan deze aanval, maar omdat deze zo'n grote risico's bevatte gingen er uiteindelijk slechts 220 mee akkoord. Ze wachtten eerst op het invallen van de nacht, en deden toen de uitval. Omdat ze de bewakers bij verrassing konden aanvallen konden er 212 mannen ontsnappen. Thucydides schreef: "Het was vooral de kracht van de storm die hen belette om allemaal te ontsnappen."

### Overgave
De overige Plateeërs gaven zich uiteindelijk over aan de Spartanen in de zomer van het volgende jaar, omdat alle voedselvoorraden waren uitgeput en er geen hoop op hulp van buitenaf overbleef. Ze vertrouwden erop dat de Spartanen hen een eerlijk proces zouden geven, omdat zij hadden beloofd om hen allemaal eerlijk te beoordelen en dat alleen de ware schuldigen zouden worden gestraft worden als ze zich zouden overgeven.
Maar, toen de gevangenen voor het gerecht werden gebracht, was er geen proces; geen kans voor excuses werd er gegeven. De Spartanen vroegen hen enkel of ze iets in het voordeel van de hen of hun bondgenoten hadden gedaan, waarop ze allemaal moesten antwoorden: "Nee."
De Spartanen doodden dus meer dan 200 verdedigers, samen met 25 Atheners. De Thebanen plunderden uiteindelijk de volledige stad.

## Nasleep
Deze gebeurtenis had geen belangrijke invloed op de oorlog. De Thebanen bezetten Plataea tot 387 v.Chr. toen de Atheners er de overlevenden weer naartoe brachten. De Thebanen waren aan het verliezen in de Corintische Oorlog en de Vrede van Antalcidas verplichtte de Thebanen om zijn Boeotische Liga te ontbinden. Dit maakte de heropbouw van Plataea mogelijk. In 373 v.Chr. verwoestten de Thebanen Plataea opnieuw onder leiding van Epaminondas.